# Lignes régulières d'autocar en France
 (juin 2017).
 (février 2025).
Les transports en communs par lignes régulières en France concernent les services de lignes interurbaines, interdépartementales, régionales et nationales sur des trajets entre villes et villages, en utilisant principalement des autoroutes, routes nationales et départementales. Celle-ci sont faites par des autocars, contrairement aux transports en commun urbains, qui eux, utilisent des autobus.
Les lignes interurbaines sont des lignes faisant partie d'un réseau de transport en commun de tel ou tel département et/ou région. Les lignes régionales et nationales sont également des lignes faisant partie d'un réseau mais traversant une ou plusieurs régions. Les lignes interdépartementales sont, elles, des lignes faisant partie d'un réseau interurbain ou régional de transports en commun, mais traversent généralement deux départements de la même région. Certaines de ces lignes peuvent être à usage estival ou scolaire selon les périodes.
Chaque ligne régulière fait partie d'un réseau de transport en commun (interurbain ou régional), géré et financé par une autorité organisatrice de transports (AOT). Le réseau ou la ligne est, généralement, exploité par une entreprise spécialisée dans le transport de personne. Ces entreprises disposent de leurs propres flottes de véhicules et de salariés (conducteurs, contrôleurs, service d'exploitations, etc.). Pour choisir un ou plusieurs exploitants pour leurs lignes et/ou réseaux, l'AOT effectue un appel d'offres qui est renouvelable un certain nombre d'années choisi par celui-ci.
Le transport en autocar permet de relier plusieurs communes entre elles, que le réseau ferroviaire ne puisse généralement pas effectuer, hormis pour les grandes villes. Les prix d'appels sont généralement bas.

## Histoire

### Avant 1945
En 1913, le journal Le Petit Parisien indique l'extension des services de la Compagnie des chemins de fer du Midi. Le journal affirme que le succès du services d'autocars (alors appelés « auto-car ») de la route des Pyrénées a conduit la société à ouvrir des services d'excursions en autocars au départ de la ville de Biarritz à partir du 8 septembre. Les deux services d'autocars ciblent le Pays basque et les Pyrénées ; ce sont alors des circuits d'environ 600 kilomètres sur deux jours (aller-retour).
À cette époque, les services étaient subventionnées par les départements ou par l'État : 77 lignes subventionnées fonctionnent en 1914 en France.
Le réseau des lignes régulières compte 143 lignes subventionnées en 1921, sur 11 131 km ; 177 en 1929 sur 31 000 km. 3 500 lignes dites « libres » (non subventionnées) existent aussi sur une distance de l'ordre supposé de 100 000 et 150 000 km.
En 1923, le journal Le Journal Amusant indique que la compagnie Paris-Lyon-Méditerranée vend des tickets directs (avec enregistrement des bagages) notamment en Gare de Paris-PLM, Marseille-Saint-Charles, Lyon-Perrache, Nîmes, Saint-Étienne et Vichy.

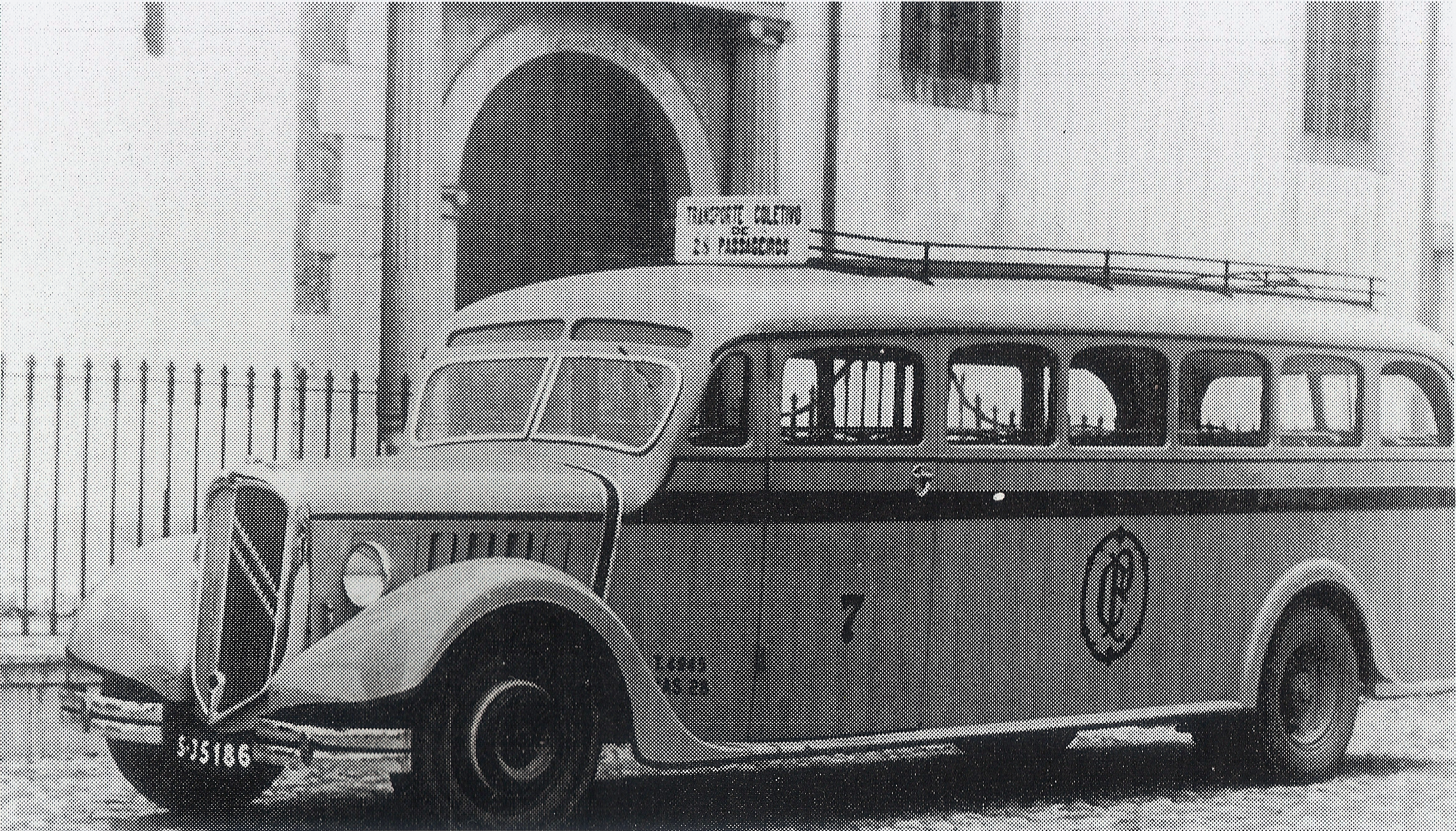
Un autocar Citroën de 1930.

En 1934, le journal Le Sport universel illustré fait état de l'existence d'une ligne régulière d'auto-car reliant la commune de Mulhouse à la station de Markstein. Les billets sont alors délivrées dans les gares des chemins de fer d'Alsace et de Lorraine. Elles vendent à la fois la partie du trajet s'effectuant en train et la partie du trajet s'effectuant en autocar. 50 kg de bagages par personne sont alors autorisés.
En 1935, des services d'autocars existent également dans le département de Constantine. Ils desservent notamment certains villages qui les subventionnent. Toutefois des voix se font entendre pour critiquer certains décrets, comme le décret du 7 août 1934 qui a préparé la coordination du rail et de la route. Selon ces contradicteurs anti-monopoles, les petites entrepreneurs auraient été « brimés » par ces nécessites d'enregistrement, et par l’interdiction d'un tarif inférieur à celui du chemin de fer; la concurrence sur la ligne Alger-Tunis aurait été préférable.
La Société nationale des chemins de fer français a été créée par convention du 31 août 1937 entre l’État et les différentes compagnies privées de l'époque : Nord, PO, Midi, PLM, auxquelles s'ajoutent les Syndicats du Chemin de fer de Grande Ceinture et de Petite Ceinture et les deux administrations nationales, les chemins de fer d'Alsace-Lorraine et le Réseau de l’État. Le 1er janvier 1938, l’exploitation des lignes de ces anciennes compagnies, syndicats et administrations est transférée à la nouvelle SNCF, les anciennes compagnies de chemin de fer restant propriétaire de leur domaine privé propre. Cette convention a été validée par décret-loi du 31 août 1937.
La même année, dans le même journal, un rapport destiné au président de la République préconise la gestion des transports de voyageurs par les conseils généraux qui doivent se coordonner avec le transport de voyageurs par chemin de fer.
Le 31 août 1937, un décret, dans son chapitre premier « Disposition spéciales aux transports publics de voyageurs », vient réglementer le transport de voyageurs en différenciant notamment les voyages sur des lignes régulières des autres voyages.

### De 1945 à 1982

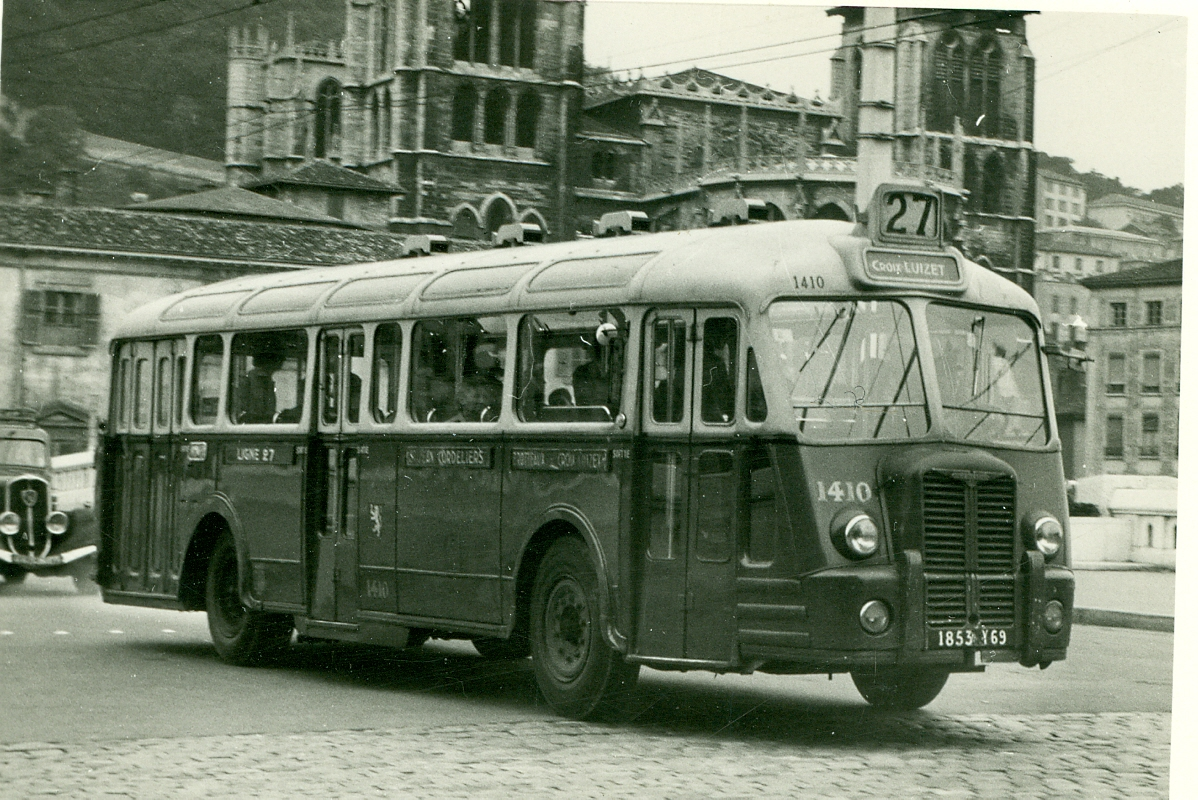
Un Chausson ASH.50 à Lyon.

En 1945, juste après guerre, les services ferroviaires et les services d'autocars ne sont pas suffisants dans certains endroits. C'est par exemple le cas dans les Vosges où les rares autocars sont pris d'assaut et subissent d'importants retards.

### De 1982 à 2009

Carte des 101 départements français plus Saint-Pierre-et-Miquelon.

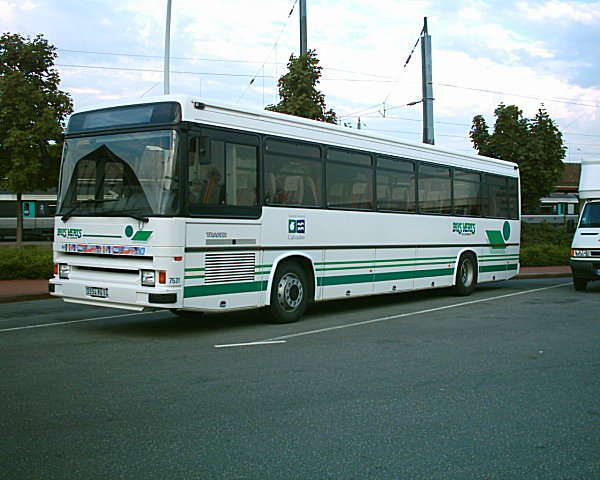
Un Renault Tracer du réseau Bus Verts du Calvados.

En 1982, laquelle la loi d'orientation pour les transports intérieurs no  82-1153 du 30 décembre 1982 dite « Loti » a confiée une autorité organisatrice de transports (AOT), une collectivité publique, la mission de définir la politique de desserte et tarifaire des transports de voyageurs. En général, l'AOT confie la mission opérationnelle à une entreprise privée spécialisée dans le transport de personne.
Les départements sont autorités organisatrices des transports non urbains sur leur territoire, contrairement aux régions sont autorités organisatrices des transports ferroviaires régionaux.
Un réseau interurbain de transports en France est une compétence portée par les départements sous le terme d'autorité organisatrice de transports à qui il est attribué la responsabilité de l'organisation des transports de personnes entre les différentes villes du département, avec éventuellement des liaisons avec les principales villes des départements limitrophes, ou des coopérations entre réseaux interurbains. Généralement, il s'agit de réseaux routiers plutôt que ferroviaires ; on parle alors de cars départementaux, également connu comme réseau départemental de transport en commun. En 2015, la modification législative a conduit à l'ouverture du marché des lignes régulières d'autocar en France aux grands commerces multinationaux, mais protège partiellement les trajets de moins de 100 kilomètres.
L'organisation des transports en Île-de-France constitue une exception puisqu'elle est fixée par le décret du 14 novembre 1949 et non par la Loti qui ne s'y applique pas. Le STIF est l'actuelle autorité organisatrice de transport en Île-de-France.
Avant l'ouverture du cabotage, le client d'un autocar reliant Paris à l'Allemagne n'était pas autorisé à descendre en chemin à Strasbourg.
| Pour des raisons techniques, il est temporairement impossible d'afficher le graphique qui aurait dû être présenté ici. |
| Source UNECE |

### 2009: cabotage européen
Suivant la directive européenne du 21 octobre 2009, la France accorde le cabotage des transports de voyageurs aux sociétés de transport transnationales. C'est-à-dire qu'elle autorise les autocars à acheminer des passagers sur de courtes distances, pourvu que le total des passagers nationaux cabotant dans leur pays ne dépasse pas 50 % des effectifs. Par exemple, Eurolines (service de cars) qui développait un service uniquement international depuis et vers la France, a pu permettre d'ouvrir des dessertes nationales pour les résidents. Ainsi, là où un autocar partait de Paris pour relier directement Rome, peut désormais débarquer et embarquer des passagers à Lyon. On dit alors qu'il y a alors cabotage à Lyon.

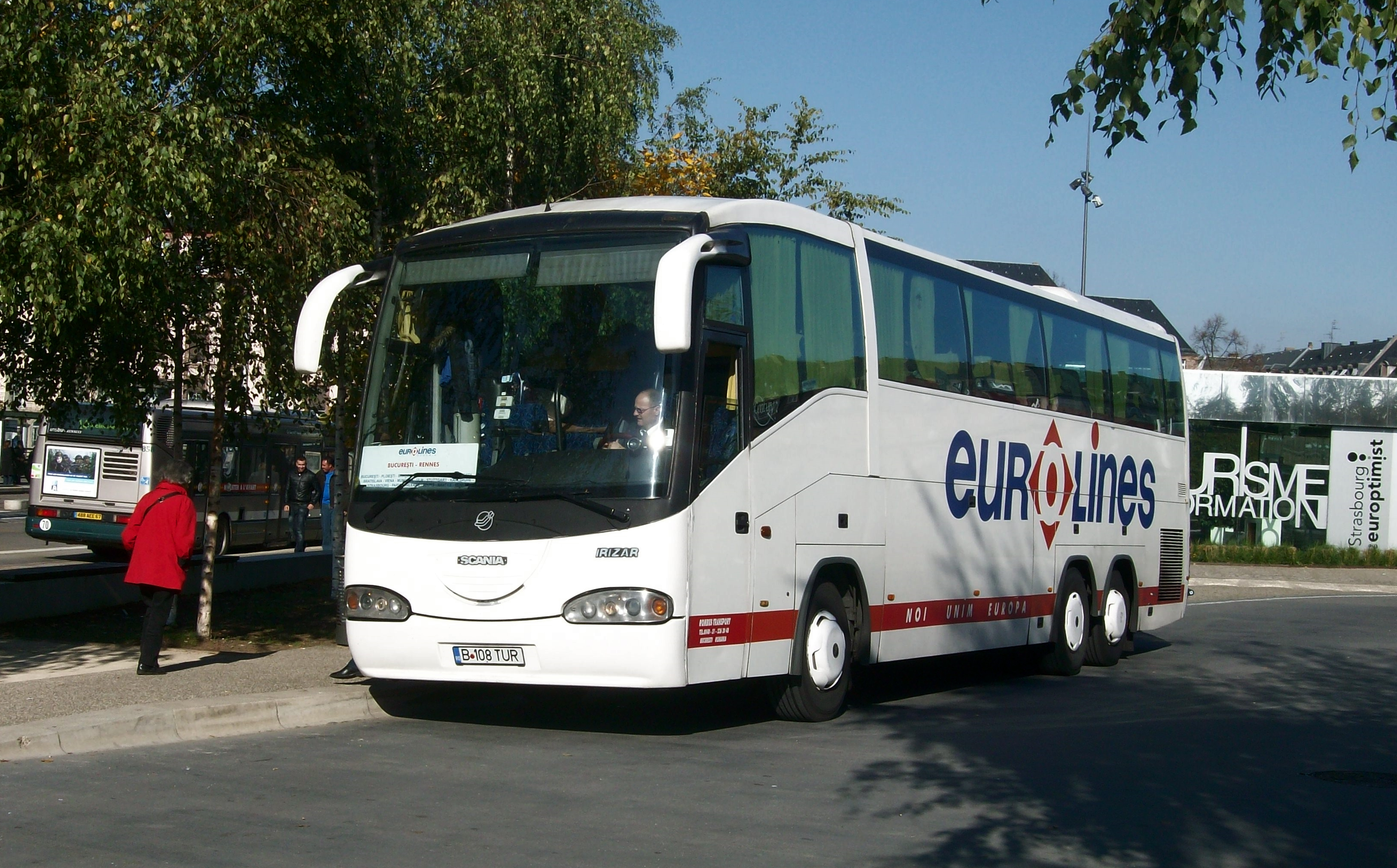
Autocar Eurolines à Strasbourg en 2013.

Cependant, d'autres compagnies ont agi de la même façon. Les compagnies connues à l'époque pour leurs lignes européennes étaient :
- Eurolines/Isilines (Groupe Transdev - France) ;
- Flixbus (Société indépendante de services de transports - Allemagne) ;
- Megabus (Groupe Stagecoach - Royaume-Uni) ;
- Ouibus (Groupe SNCF - France) ;
- Starshipper (réseau d'autocaristes français « Réunir », devenue S.A.S. en décembre 2015).

Elles représentaient 175 lignes de bus au total[réf. nécessaire].
En 2013, le transport par autocar ne représentait que 0,0005 % du marché des voyages longue distance, selon l'Autorité de la concurrence. Les départements possédaient encore l'autorité compétente en ce qui concerne l'organisation du réseau des transports non urbains. De ce fait, ils avaient la responsabilité de l'organisation des transports de personnes entre les différentes villes du département. C'est pourquoi de nombreuses entreprises étaient déjà prêtes à l'ouverture de lignes interurbaines et n'attendaient  que loi Macron pour concrétiser leurs projets et investissements[réf. nécessaire].
La législation relative à ces lignes a été mise en place pour préparer l'ouverture à la concurrence du transport ferroviaire en France, et les deux secteurs sont concernés par un même régulateur : l'ARAFER. Le réseau est composé de la liste des réseaux de transports interurbains de France, nouvellement complété par des grandes lignes nationales.
En mars 2016, 730 paires de villes[Quoi ?] sont desservies.

### 2015: assouplissement de la réglementation pour les autocars
Jusqu'en 2015, la réglementation française en vigueur empêche la création et l'exploitation d'une ligne régulière de transport par autocar entre deux régions françaises sauf dans le cadre d’un trajet international (en cabotage) ; à condition que cela représente moins de 50 % du chiffre d’affaires des transporteurs ; et qu'enfin le nombre de passagers qui ne traversent pas la frontière soit inférieur à la moitié du total. Le projet de loi prévoit de supprimer les trois conditions. De plus le système d’autorisation de création des nouvelles lignes d’autocar longue distance serait remplacé par un régime déclaratif.
Le 7 août 2015, en France, la Loi pour la croissance, l'activité et l'égalité des chances économiques dite loi Macron est promulguée ; elle autorise l'ouverture à la concurrence du transport par autocar.
Par ailleurs, en septembre 2015, en France, la ceinture de sécurité et l'éthylotest anti-démarrage deviennent obligatoires,,.

#### Desserte nationale
En 2015, des sociétés ont annoncé leurs futures dessertes de liaisons comme Toulouse - Paris, Paris - Lyon, ou Allemagne – Mulhouse, Lyon - Montpellier, Perpignan – Catalogne. Ces dessertes permettent de relier les gares routières de la région parisienne, notamment Paris Charles-de-Gaulle, Paris-Bercy et Paris-Porte de Bagnolet.
Principales dessertes nationales (du sud au nord) :
- Perpignan (2) - Narbonne - Béziers - Montpellier (4) - Nîmes (3) - Avignon (2) - Montélimar - Valence - Lyon (4) - Chalon-sur-Saône - Beaune - Dijon - Auxerre - Paris (4) - Lille (3) - Calais ;
- Toulouse (3) - Brive-la-Gaillarde - Châteauroux - Orléans - Paris (4) - Lille (3) - Calais ;
- Modane - Chambéry (2) - Lyon (3) - Clermont-Ferrand (2) - Limoges - Brive-la-Gaillarde - Périgueux - Bordeaux.

Les autres dessertes ne sont pas assurées par plus de deux opérateurs.

#### Premiers opérateurs
| Paires de villes desservies. - Ouibus (10) (6 %) - Isilines/Transdev (35) (21 %) - starshipper (10) (6 %) - megabus (8) (5 %) - FlixBus (35) (21 %) - Alsa (30) (20 %) - Eurolines (30) (20 %) | Nombre de lignes d'autocar en 2014/2015 - Ouibus/iDBUS (53) (59 %) - Isilines (18) (20 %) - starshipper (8) (9 %) - megabus (6) (6 %) - FlixBus (5) (5 %) | Nombre de villes françaises desservies en autocar en 2014/2015 - Ouibus/iDBUS (9) (11 %) - Isilines (50) (62 %) - starshipper (8) (10 %) - megabus (6) (8 %) - FlixBus (6) (octobre 2015) (8 %) | Chiffre d'affaires - Ouibus/iDBUS (12,7 millions d'euros en 2013 pour IDBUS, 27,2 milliards d'euros pour la SNCF) (72 %) - Isilines (6 milliards d'euros pour le groupe) (15 %) - starshipper (Non Disponible) (0 %) - megabus (Stagecoach : 4,468 milliards d'euros) (12 %) - FlixBus (Jardel: 6 millions d'euros) (1 %) | Nombre d'autocars utilisés en Europe (données partielles) - Ouibus/iDBUS (52) (10 %) - Isilines (Non disponible) (0 %) - starshipper (Non disponible) (0 %) - megabus (Non disponible) (0 %) - FlixBus (90 %) |

Six des marques utilisées pour exploiter les autocars sont : Alsa - Ouibus - Eurolines/Isilines - starshipper - Megabus - FlixBus.

### 2016: premières concentrations
En mars 2016, 730 paires de villes sont desservies.
Pour Michel Seyt, président de la FNTV (Fédération Nationale des Transports de Voyageurs), « Cette situation est liée au fait que le car n'a pas d'histoire dans ce pays. Ce mode de transport est le grand oublié de la LOTI (Loi d'Orientation des Transports Intérieurs). Il a longtemps été un mal nécessaire avec comme principale utilisation le transport des enfants et quelques missions de services occasionnel (...) Aujourd’hui il revient de façon percutante ».
Au premier semestre 2015, le groupement d'autocaristes Starshipper passe sous la coupole de la marque d'autocar Ouibus.
Au premier juillet 2016, les activités européennes continentales de mégabus sont rachetées par FlixBus. Cela couvre notamment les secteurs de Allemagne, Belgique, Espagne, France, Italie, Pays-Bas ainsi que sur les liaisons internationales vers et depuis le Royaume-Uni.
Après ce rapprochement, Flixbus gère 100 000 liaisons journalières dans 19 pays.
Le vendredi 9 septembre 2016, Megabus annonce que « Flixbus a notifié à Megabus.com SAS qu'elle souhaitait la cessation par cette dernière de l'exploitation (des) lignes en son nom ».
Avec la fin de la saison été, le client Flixbus a rompu son contrat avec la société Mégabus, laissant celle-ci et ses salariés sans  activité .

### 2017: transfert de la compétence des départements aux régions
En 2017, le transfert de la compétence des départements aux régions vise à permettre la gestion des autocars et des TER à un même échelon.

## Chiffres et économie

### Attentes
Lorsqu’il fut ministre de l’Économie, Emmanuel Macron, a relayé l'idée de libéraliser le marché des transports en autocar en France, suivant ainsi les méthodes de pays européens voisins. Avec la loi des bus Macron, le gouvernement de la présidence de François Hollande annonçait une récupération de 700 millions de pouvoir d’achat pour les Français. Les effets attendus, selon un rapport de France Stratégie[Lequel ?], étaient donc de dégager un chiffre d’affaires de 600 millions d’euros par an avec 5 millions de personnes utilisant les transports interurbains, afin d’aider à l'accroissement de l’économie française. Il espérait aussi créer 20 000 emplois dans ce secteur et passer de 175 lignes transnationales à 300 lignes interurbaines, avec une ouverture de nouvelles lignes à hauteur de 100-125.
Un autre objectif était de viser un nouveau public : les personnes à plus faible pouvoir d'achat, et celles qui avaient renoncé aux voyages longue distance faute de lignes intéressantes dites « transversales » , c’est-à-dire qui ne passent pas obligatoirement par Paris, et passant par des villes jusqu’alors peu desservies par le réseau routier et ainsi faire concurrence au transport ferroviaire.

### Fréquentation
Le coefficient d'occupation des autocars est de 32 %, mais seulement 30,2 % au T1 2016.
Au premier trimestre 2016, 1 081 300 passagers ont été transportés par des services réguliers interurbains librement organisés.
Au deuxième trimestre 2016, 1,5 million de passagers sont transportés.
Au deuxième trimestre 2016, le nombre de lignes a été contenu par rapport à l’augmentation du nombre de passagers transportes, ce qui a permis d'améliorer les taux de fréquentation : pour la première fois depuis 2015, plus de 22 % des lignes ont un taux de fréquentation supérieur à 60 %.
| Pour des raisons techniques, il est temporairement impossible d'afficher le graphique qui aurait dû être présenté ici. |
| Source Arafer |

| Pour des raisons techniques, il est temporairement impossible d'afficher le graphique qui aurait dû être présenté ici. |
| Source Arafer Mise à jour 2016.                                                                                        |

### Économie
En France, au premier trimestre 2016, un passager parcourt 346 kilomètres en moyenne. La recette de l’autocariste est d'environ 11,3 euros HT, ou 3,3 € HT par passager aux 100 km. Le chiffre d’affaires du premier trimestre s’élève à environ 12,2 millions d’euros HT. 1 200 ETP ont été créés entre la création de la libéralisation et le T1 2016 .
Chez Ouibus, un conducteur salarié peut toucher 1 300 euros nets[Quand ?] mensuellement, soit sensiblement moins que le SMIC brut.
La libéralisation du secteur a permis en seulement une année d'augmenter le nombre d'emplois dans le secteur, qui est passé de 650 à 2 000 salariés.
Le secteur tourne avec un chiffre d’affaires de 40,5 millions d’euros sur les onze mois de la première année[Quand ?].
Les conditions de travail sont régies par accord relatif au contenu et aux conditions d’exercice de l’activité des conducteurs affectés aux services librement organisés (SLO). L'emploi est dénommé conducteur SLO et bénéficie d'un coefficient 142V. Le salaire est 1 % supérieur au coefficient de référence dans la profession, la prime de découcher est fiée à 6 euros brut par nuit passée hors du domicile, un paiement de 25 dimanches annuels non travaillés, l'hébergement est prévu dans un hôtel avec une chambre individuelle avec salle d'eau et sanitaires privatifs avec restauration.

### Évolution du marché
Au 30 septembre 2016, le réseau comporte 1310 liaisons reliant 208 villes sur le territoire Français. Les opérateurs ont poursuivi l’ouverture de nouvelles destinations (205 nouvelles liaisons) en cette période estivale propice aux déplacements longue-distance. L’offre des opérateurs a donc progressé (+28 %) mais à un rythme moindre que la fréquentation (+33 %), ce qui a permis d’améliorer le taux d’occupation moyen des autocars, qui s’établit à 46,6 %.
Au troisième trimestre de 2016, on constate que les opérateurs ont poursuivi leur ajustement tarifaire à la hausse, avec une recette moyenne par passage de 13,9 euros hors taxes pour un trajet moyen de 342 km, ce qui correspond à une augmentation tarifaire d’environ 5 %. Après des lancements à prix cassés, les sociétés cherchent à rationaliser les secteurs conquis en augmentant les prix de vente pour mieux couvrir la réalité du coût de production.
Ramenée aux 100 km, la recette moyenne par passager est désormais de 4 euros hors taxes, correspondant à une augmentation de 30 centimes par rapport au trimestre précédent. La hausse des prix combinée à une hausse de la fréquentation conduit à une hausse du chiffre d’affaires qui s’élève à 27,7 millions d’euros ce semestre. La hausse globale de la fréquentation s'explique partiellement par la fermeture de nombreuses lignes régulières interurbaines à très faible fréquentation, jugées non rentables par les opérateurs.

### Concurrence
Selon les chiffres de l’ARAFER, Flixbus se positionnerait en tant que leader avec une part de marché qui atteint 49 %. Ouibus, filiale de la SNCF, se place en deuxième position avec ses 32 % de part de marché. Enfin, Isilines qui relève du réseau de Eurolines, se situerait en dernière position, loin derrière ses concurrents, avec 19 % de parts de marché. Le marché a donc une structure oligopolistique.
La principale concurrence est celle de la voiture, mais les autocars sont aussi en concurrence avec les trains express régionaux, et les TGV.
Au T1 2016, 25 % des liaisons de cars sont concurrencées par d'autres lignes de cars, alors que 45 % des liaisons en cars sont en concurrence avec des liaisons de train sans correspondance.
Pour limiter la concurrence, les grands opérateurs ont repris les sociétés starshipper et mégabus. Par ailleurs en s'appuyant sur des sous-traitants, ils peuvent supprimer des lignes ou augmenter le nombre de cars sur une lignes sans être affectés par les effets que ces décisions ont sur leurs sous-traitants. Lors de l'ouverture du marché à la concurrence, les opérateurs pour le lancement ont cassé les prix ce qui les a conduit à travailler perte pour certains d'entre eux, tels que : Transdev (25 millions d'euros perdus fin 2016) ou FlixBus.
Ceci a permis une concentration du marché, Ouibus (1 million de passagers) absorbant starshipper (200 000 passagers). Les sociétés restants sur le marché ont  augmenté leurs prix afin de stabiliser leur activité.
Pour les liaisons inférieures à 100 kilomètres, sur 35 avis rendus au T1 2016, l'Arafer a rendu, 27 avis sont défavorables à l’AOT rendant le service commercialisable.
| Pour des raisons techniques, il est temporairement impossible d'afficher le graphique qui aurait dû être présenté ici. |
| * - Source Arafer |

L'Arafer estime que le développement des services non conventionnés de car a entamé les revenus du secteur ferroviaire pour un montant compris entre 50 et 100 millions d’euros, dont 16 millions d'euros au détriment des trains intercités, et de 3,1 millions d'euros pour les TER Rhônes-Alpes, l'essentiel du manque à gagner desservant le TGV.

#### Concurrence des TER
Cette ouverture à la concurrence ne va pas sans poser de question notamment au niveau des TER.
En effet, la société SNCF a ouvert des lignes concurrentes aux TER, creusant ainsi les déficits des lignes TER, déficits qui sont financés par les collectivités publiques (à hauteur de 40 % du risque en Pays De La Loire).
En particulier, Jacques Auxiette, le président de la région Pays de la Loire, estime que les sociétés de car, et en particulier la SNCF mène une concurrence déloyale dans la mesure où elles organisent leur réseau sans se concerter avec l'autorité organisatrice des transports: ainsi, sur le trajet Nantes-Le Mans (185 kilomètres, 3,7 millions de voyageurs par an), la SNCF organise des transports en car à cinq euros, en offre de lancement, alors que les transports en train organisés par la région coûtent entre 30 et 37 euros pour le même trajet. Ce tarif à cinq euros est d'ailleurs mis en avant sur le site de vente à distance de solutions de déplacement voyages-SNCF.com. Au contraire, la directrice générale de SNCF Voyageurs, Barbara Dalibard considère que l'offre de transport en autocar et l'offre des trains régionaux sont complémentaires.
De ce fait, la région Pays de la Loire a engagé des procédures précautionneuses prévues dans la convention Région/SNCF.
D'après le Monde, pour les voyageurs sur ce trajet, le TER est plus attractif en termes de fréquence et temps de transport, car pour le trajet Nantes-Le Mans Ouibus offre deux dessertes de 3h30, Starshipper une unique desserte de 2h30, le train 24 dessertes de 1h15 à 1h25, alors que dans la situation actuelle les lignes d'autocar ne peuvent capter que 400 personnes par jour, contre 10 000 pour le train.
Cette nouvelle situation a conduit la président de PACA à demander s'il était judicieux de continuer à financer le TER, mais pour la SNCF, les deux modes de transport ne correspondent pas aux mêmes usages: l'autocar sert aux déplacement longues distances, alors que le TER sert aux trajets du quotidien.
La Nouvelle Aquitaine est allée devant le Conseil d’État .

#### Concurrence du TGV
En avril 2016, la liaison TGV saisonnière Toulouse Barcelone est revenue, mais doit s'adapter à un marché véritablement concurrentiel du fait des trois lignes régulières de bus low cost.
Le tarif du TGV reliant Toulouse à Barcelone commence à 35 euros pour relier les deux villes en trois heures.
Les trois compagnies de bus low cost, Ouibus, Megabus et Eurolines fournissent des liaisons entre les deux villes pour un coût moindre pouvant être de 18 euros alors que les durées de voyage varient entre 6 heures et 11 heures.

### Emplois
Ce marché, en pleine expansion, ne remplit pas à l’heure actuelle certaines prévisions établies par France Stratégie. Côté emploi, depuis l’existence de la loi, seulement 1 420 emplois ont été créés, selon l’ARAFER, au 4e trimestre 2016, il y avait du coup 2 082 personnes employées en comptant également les personnes déjà en poste avant l’existence de la loi. Ce chiffre, bien loin des 22 000 créations de poste attendues, représente une augmentation de 1,6 % par rapport au même trimestre 2015.
Au deuxième trimestre 2018, le nombre d'emplois directs et indirects dans ce secteur s'élève au total à 2542 équivalents temps plein, dont 86 % de conducteurs, en progression de 134 emplois par rapport au trimestre précédent.

## Cadre légal

### Cadre européen
L'accord relatif aux services occasionnels de voyageurs par route effectués par autocars ou par autobus (ASOR), a été signé à Dublin en mai 1982.
Le 1er janvier 2003, l'accord Interbus relatif au transport international occasionnel de voyageurs par autocar ou par autobus est entré en vigueur dans la Communauté européenne.

## Acteurs
En 2015, la France compte 1 105 liaisons non conventionnées et 22 000 liaisons conventionnées.
| Pour des raisons techniques, il est temporairement impossible d'afficher le graphique qui aurait dû être présenté ici. |
| Source Arafer |

### Opérateurs conventionnés
Certains services réguliers de transport interurbain par autocar sont conventionnés.
L'Arafer a lancé une collecte de données auprès des entreprises autocaristes afin d'obtenir avant le 31 décembre 2016 des informations relatives aux services réguliers conventionnés de transport interurbain par autocar. Cette collecte concerne les lignes régionales dont les cars TER ainsi que les lignes départementales (hors scolaires).
Ces données concernent les informations portant sur l’exercice 2015, ainsi que pour les lignes régionales le premier semestre 2016, notamment l’offre de lignes, la fréquentation, la qualité de service, et d'éventuelles informations économiques, sociales et financières servant à l'observation des marchés de transport régulés.
| Pour des raisons techniques, il est temporairement impossible d'afficher le graphique qui aurait dû être présenté ici. |
| Source Arafer |

### Opérateurs non conventionnés
| Pour des raisons techniques, il est temporairement impossible d'afficher le graphique qui aurait dû être présenté ici. Pour des raisons techniques, il est temporairement impossible d'afficher le graphique qui aurait dû être présenté ici. |
| - glossaire - Source Arafer, - Source Usine nouvelle. - La réutilisation des chiffres présentés nécessite la mention de la source (ARAFER). - Mise à jour 2016.                                                                               |

#### Alsa

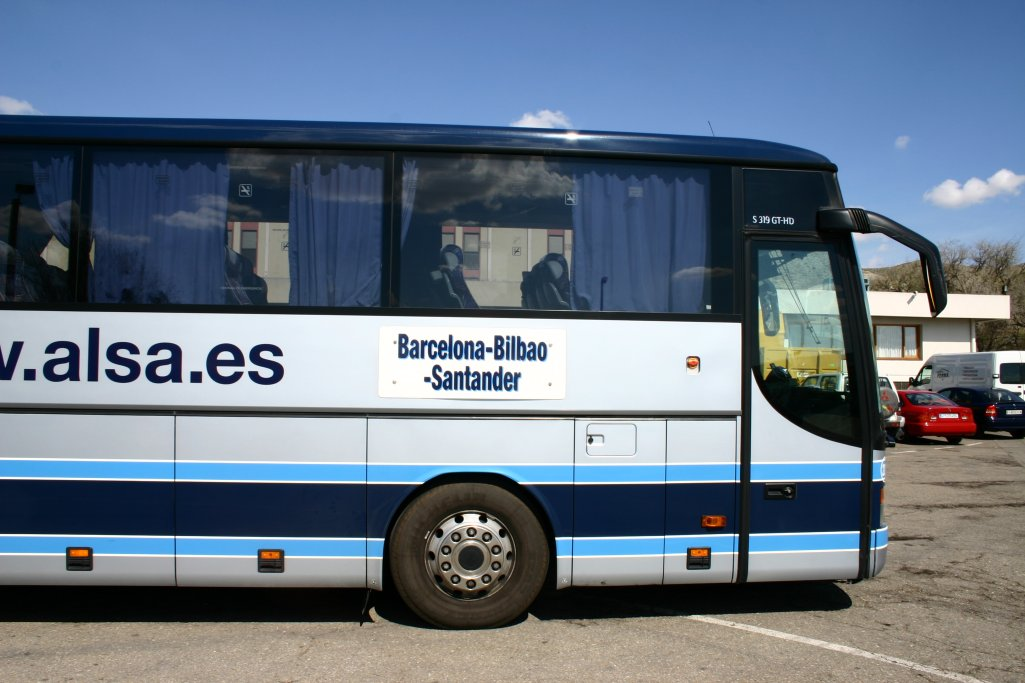
Autocar ALSA Setra S319GT-HD en 2005.

Alsa (Automóviles Ḷḷuarca SA) est une filiale espagnole de la société britannique de transport National Express Group, qui exploite des lignes en Espagne et dans d'autres pays à travers l'Europe, y compris en Andorre, Autriche, Belgique, France, Allemagne, Hongrie, Italie, Malte, les Pays-Bas, la Pologne, le Portugal, la République tchèque, la Roumanie, la Slovaquie, la Suisse et l'Ukraine. Elle est également présente au Maroc.
À sa fondation en 1923, ALSA était essentiellement un opérateur régional basé à Ḷḷuarca et Oviedo, dans la région des Asturies dans le Nord-Ouest de l'Espagne.

#### BlaBlaCar Bus (anciennement Ouibus)

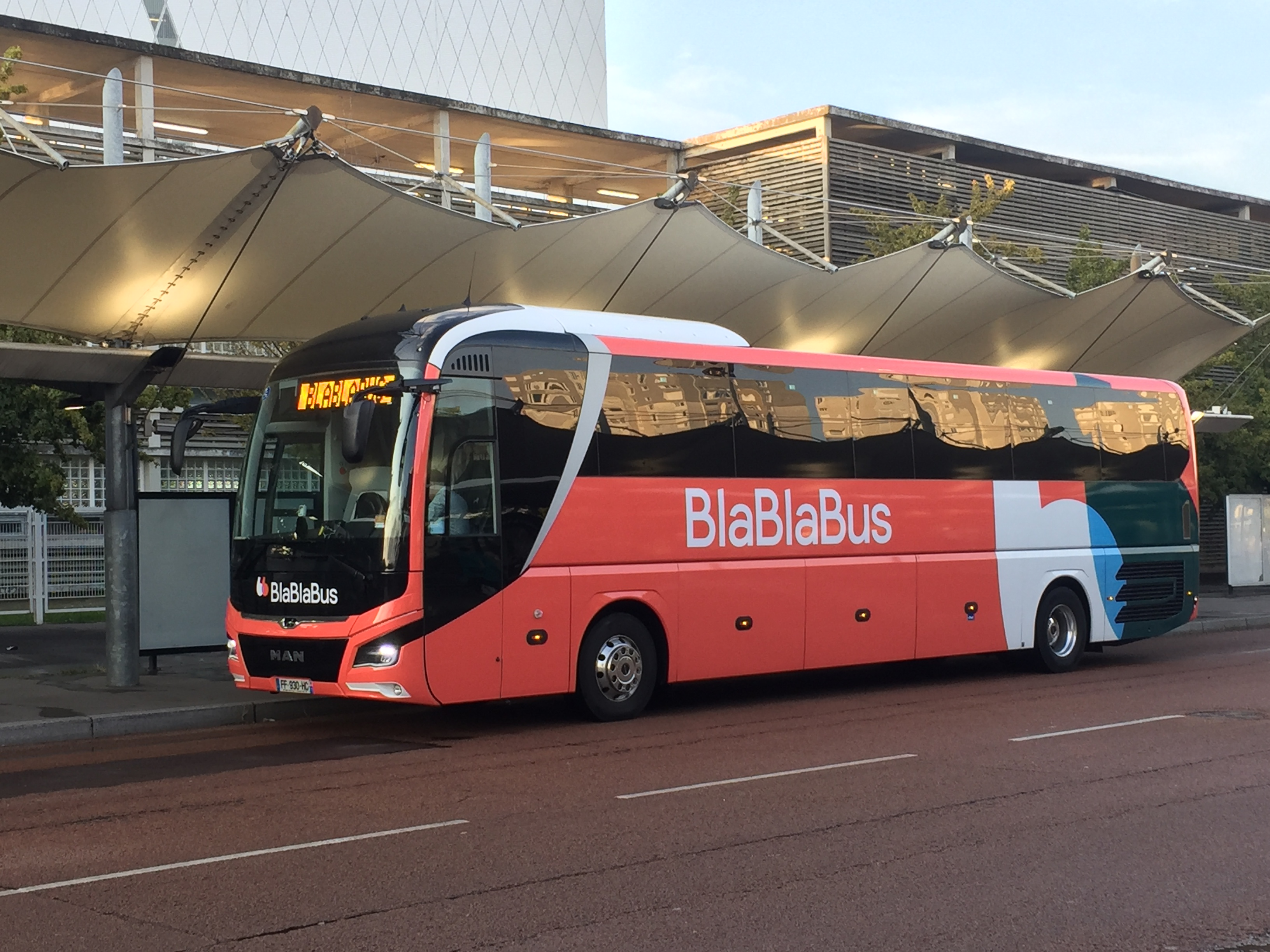
Autocar de la compagnie BlaBlaBus.

Ouibus (anciennement iDBUS) est une marque et une filiale de la SNCF. iDBUS existe depuis juillet 2012 et n'exploite que des liaisons de transport internationales jusqu'en septembre 2015. Le 3 septembre 2015, la marque devient Ouibus.
À l'été 2015, iDBUS assure 53 liaisons, pour desservir 22 villes européennes (dont 9 françaises). Pour cela, elle exploite une flotte de 52 autocars, dont 46 lui appartiennent.
D'après le journal Les Echos, le chiffre d'affaires d'iDBUS serait de 12,7 millions d'euros en 2013, contre 27,2 milliards d'euros de chiffres d'affaires en 2014 pour la SNCF.
Les autocars de marque Setra seront équipés de 49, 57 ou 74 sièges inclinables, espacés de 75 centimètres, et équipés d'une tablette et d’une prise électrique. Ils sont également équipés des toilettes et d'un service Wi-Fi gratuit.
Lors du lancement, la SNCF a mis en place des offres promotionnelles à cinq euros le trajet, mais la politique commerciale de l'entreprise est normalement de commercialiser son offre de qualité à des tarifs low-cost compris entre 10 euros et 30 euros. Le tarif effectif dépend du yield. Ces offres sont commercialisées par téléphone ainsi que sur les sites web de la marque (Ouibus.com et Voyages-sncf.com).
Les fréquences suivantes sont prévues : Paris - Lille (16 AR par jour), Paris - Lyon (14 AR par jour), Paris - Nantes (9 aller-retours par jour), Paris - Rennes (7 AR par jour).
Compte tenu des tarifs appliqués en 2016, l'exercice a été fortement déficitaire : 46 millions d'euros pour un chiffre d'affaires de 46 millions d'euros.
Ouibus envisage 35 millions de déficit en 2017 pour un chiffre d'affaires de 70 millions d'euros.
Depuis 2019, Ouibus a été racheté par le groupe BlaBlaCar, puis a d'abord été renommé BlaBlaBus avant de s'appeler BlaBlaCar Bus.

#### Isilines (Eurolines)

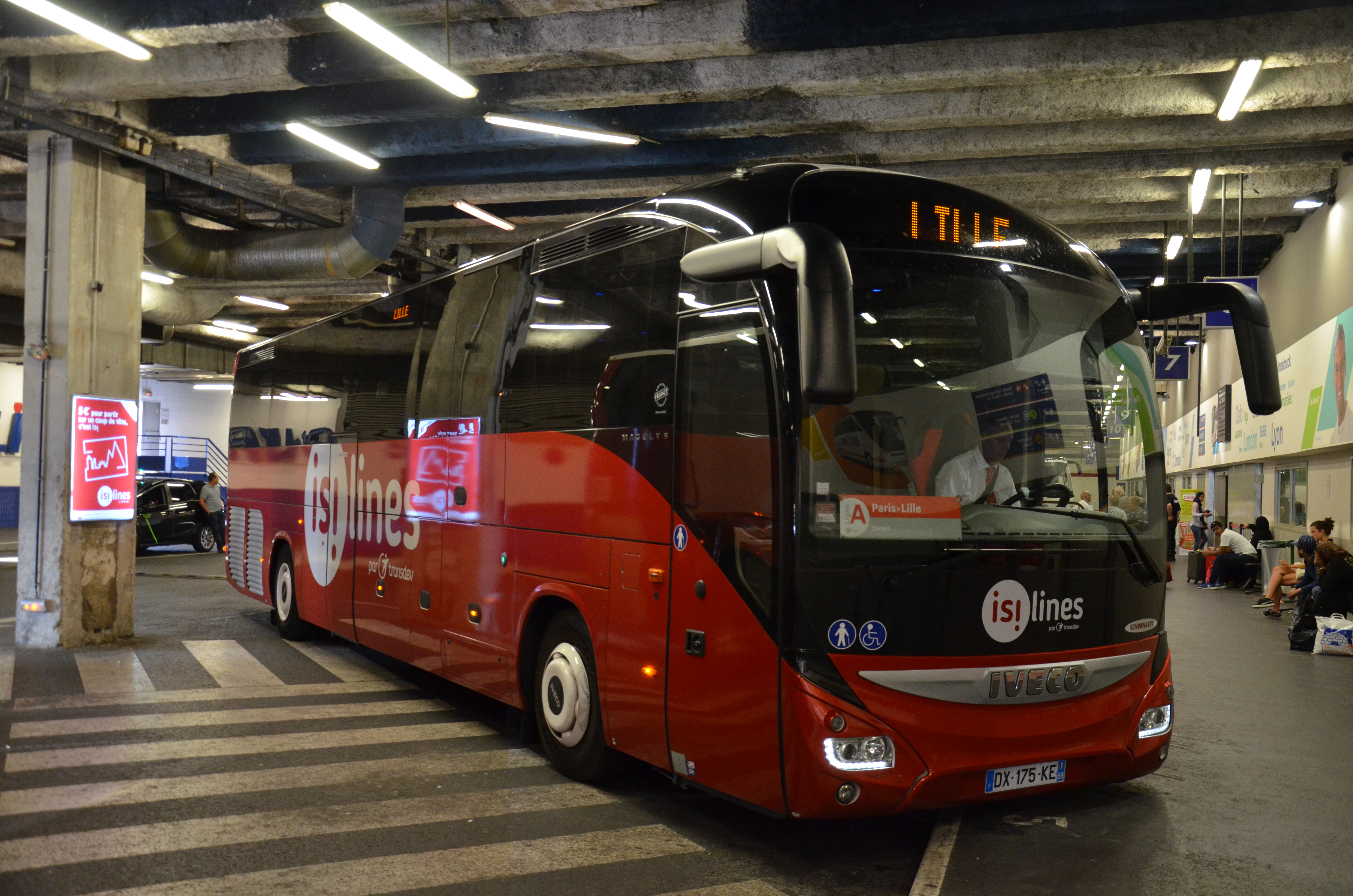
Autocar d'Isilines.

Isilines est une nouvelle marque du groupe Transdev. Ce dernier est une filiale de la Caisse des dépôts et consignations et de Veolia environnement.
C'est le premier à avoir dévoilé ses lignes intérieures en France. Il s'appuie sur Eurolines, une autre filiale du groupe, qui transporte 4 millions de voyageurs par an sur des liaisons internationales.
Isilines propose 17 lignes nationales desservant 50 gares/villes qui sont commercialisées en ligne, en direct ou via des comparateurs, ou au travers des agences de voyages.
Compte tenu des tarifs appliqués en 2016, l'exercice a été fortement déficitaire : 28 millions d'euros pour un chiffre d'affaires de 38 millions d'euros.

#### FlixBus

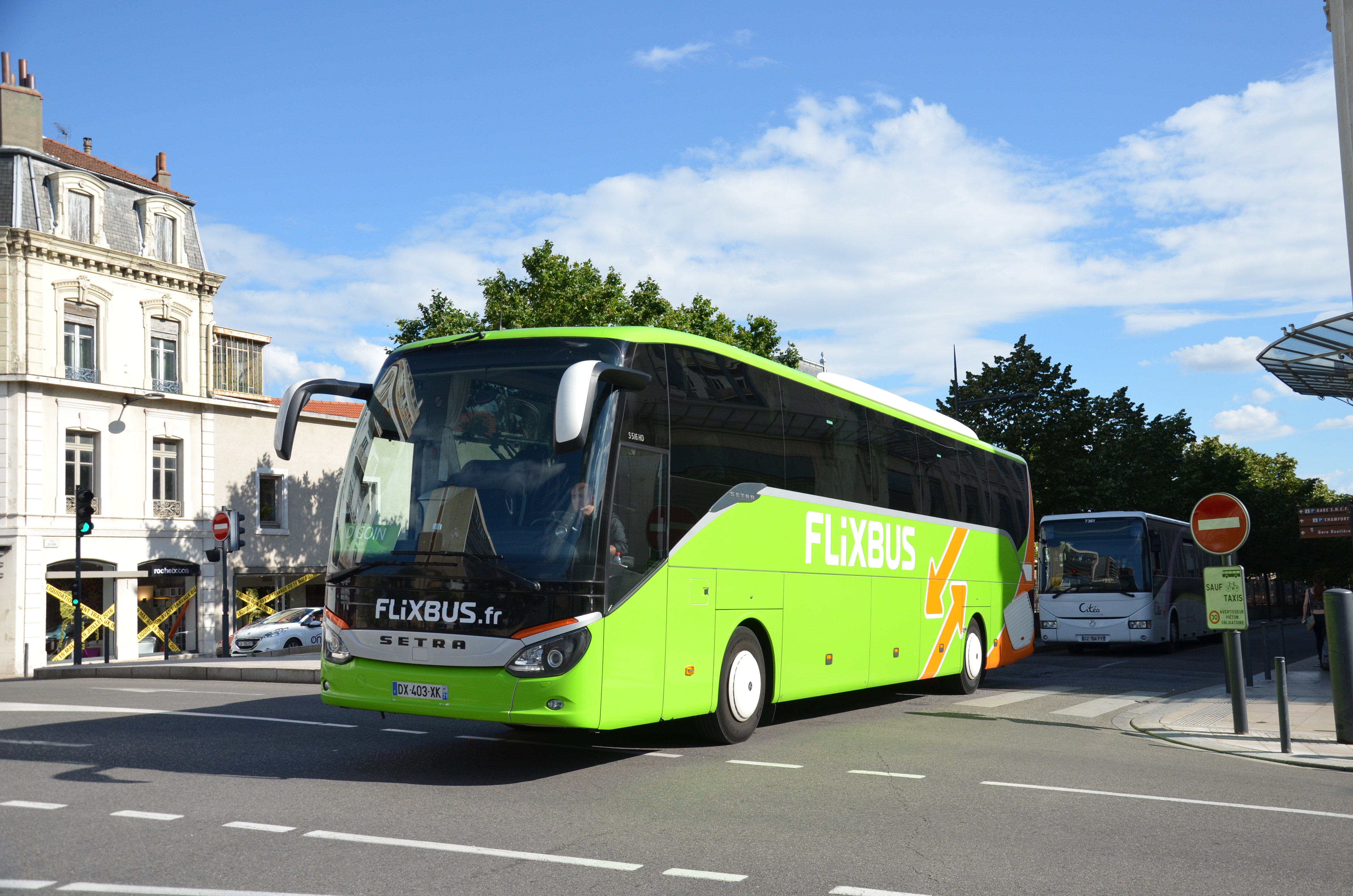
FlixBus à Valence.

Le groupe FlixBus détient 71 % de part de marché en Allemagne au travers des 600 autocars exploités par les franchisés. Après la fusion des deux principaux acteurs du pays en début d'année.
FlixBus est en partie détenue par le groupe Daimler.
En France, le groupe souhaite développer la même stratégie qu'en Allemagne. Ce modèle consiste à déléguer à des autocaristes locaux les coûts d'achat d'autocars et de rémunération des conducteurs. De son côté, le groupe FlixBus met à disposition le site en ligne qui se charge de la commercialisation, des réservations, de la planification du réseau et du marketing, ainsi que de la notation des chauffeurs. Ainsi, FlixBus a prévu des accords avec une vingtaine d'autocaristes français et a transporté environ 70 000 passagers pendant les premiers cinq mois depuis son lancement.
À la fin d'octobre 2015, FlixBus a lancé nouvelles lignes vers toute la France, l'Alsace et vers l'Italie du Nord.

#### Migratour
Au deuxième trimestre 2016, l'ARAFER ajoute Migratour (siège social Le Puy-en-Velay) dans la liste des sociétés présentes sur le marché régulé/libéralisé.

#### Opérateurs disparus

##### Starshipper

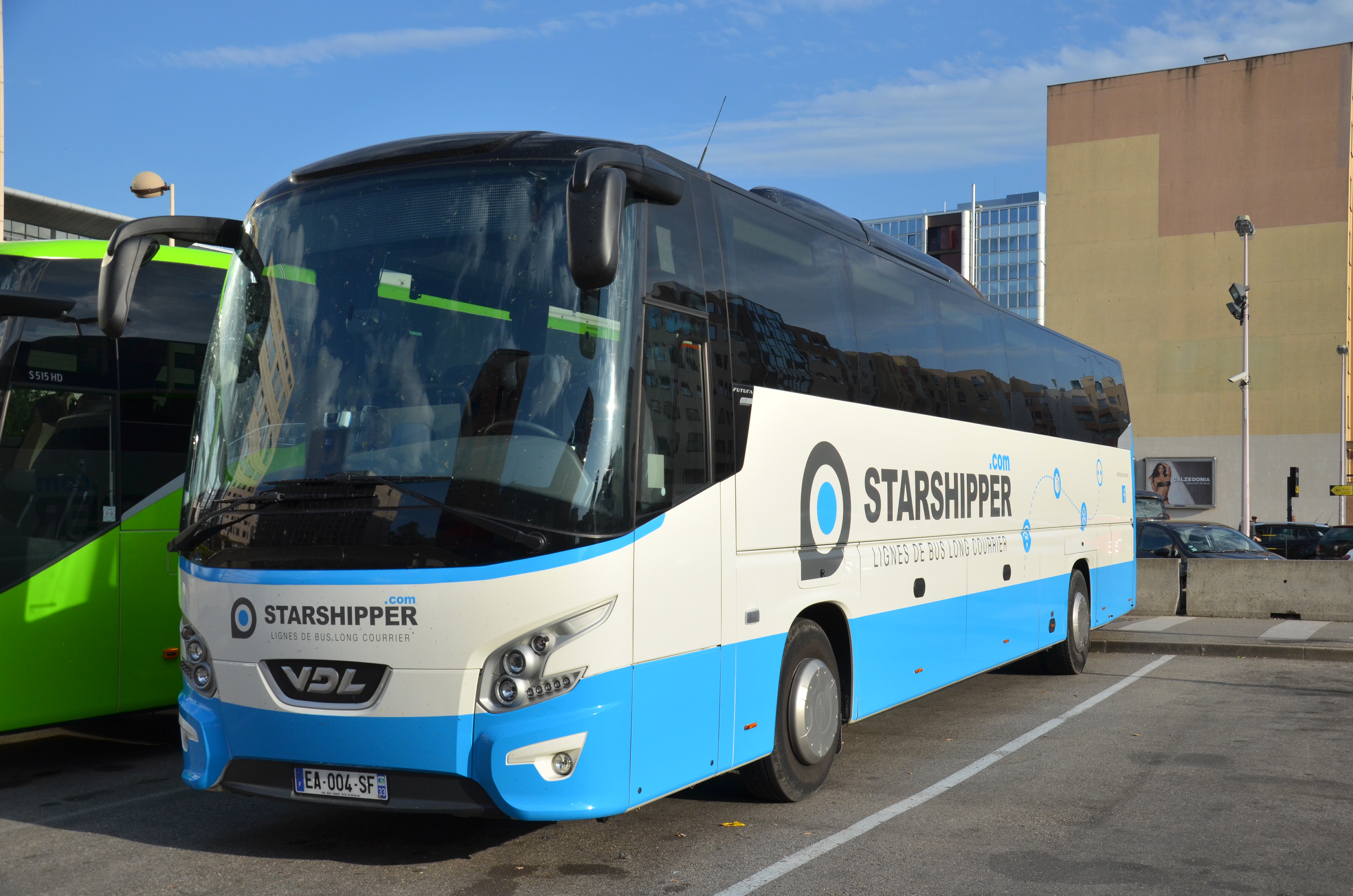
Un autocar de Starshipper, à Lyon.

Starshipper est une association de sociétés françaises d'autocar. Les dessertes sont partagées entre les sociétés du réseau. Après avoir lancé la liaison internationale Lyon-Turin en 2012, la société propose 8 lignes nationales. En 2016, dans un contexte très concurrentiel, Starshipper est intégré à Ouibus.

##### Megabus

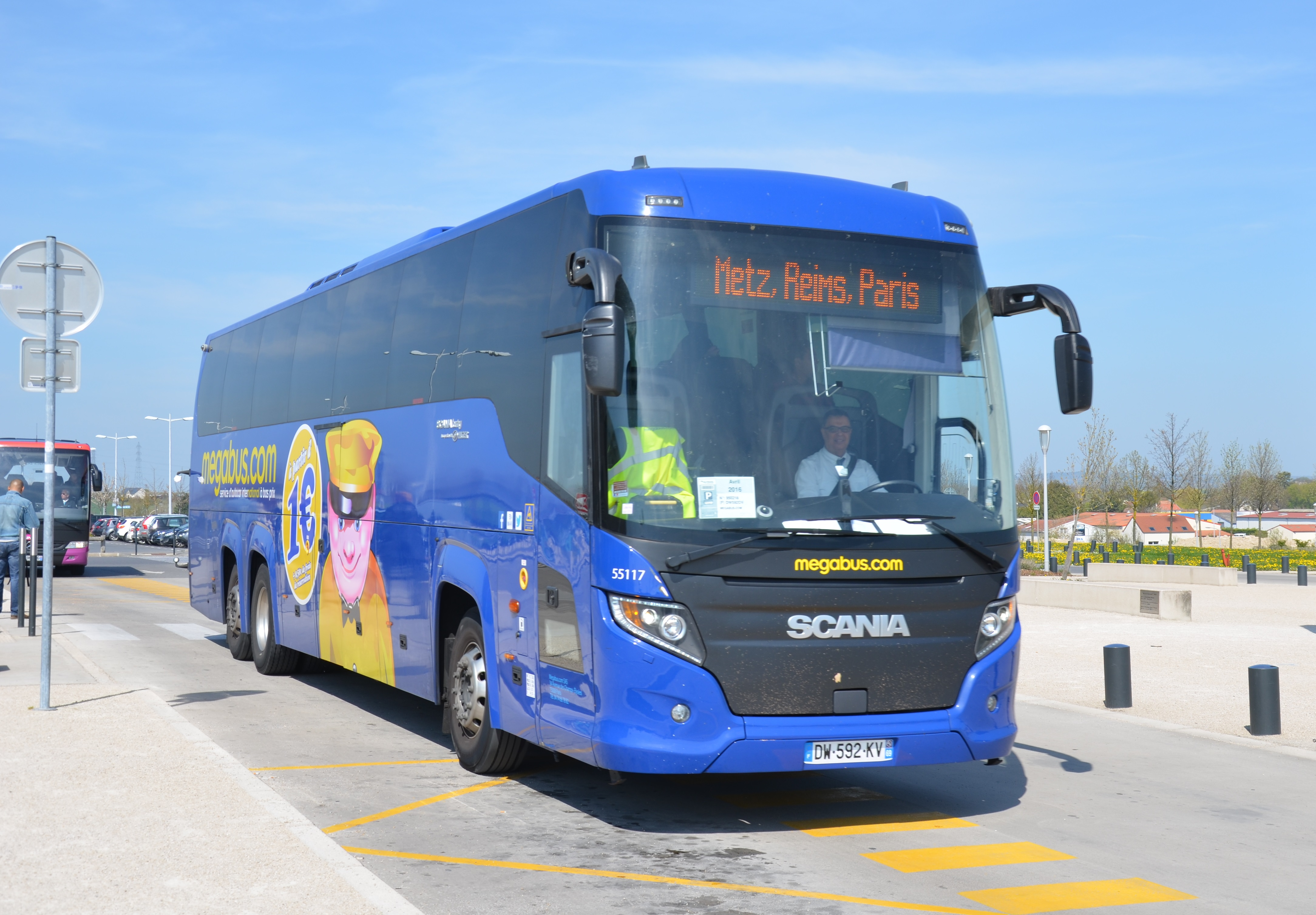
Megabus à Reims.

Megabus est une filiale du groupe britannique Stagecoach, un opérateurs du Royaume-Uni et des États-Unis. Depuis avril 2012, la société dessert six villes dans l'Hexagone au travers de ses lignes internationales. En 2014, le  chiffre d'affaires réalisé par Stagecoach s'élève à 4,468 milliards d'euros.
Les nouvelles liaisons nationales annoncées le 30 août 2015 concernent neuf trajets reliant cinq villes : Mulhouse, Lyon, Avignon, Montpellier et Perpignan. En janvier 2016, deux nouvelles lignes viennent s'ajouter à l'offre à partir de Paris: Le Havre/Rouen et Dijon. Comme les autres opérateurs d'autocar, ils proposent connexion Wi-Fi gratuite, prise de courant, toilettes et climatisation.
Fin juin 2016, l’allemand FlixBus a racheté la partie continentale de Megabus. À la suite de la non-prolongation du contrat par le client Flixbus, des salariés et leurs représentants, inquiets du manque d'activité ont manifesté à Bercy contre les conditions du plan social qui leur propose environ 2 000 euros d'indemnités supralégales de licenciement.

### Comparateurs
L'ouverture du marché à la concurrence ne concerne pas seulement les opérateurs de transport, elle concerne aussi le circuit de distribution.
Une partie de ces billets sont distribués par Internet, sur des sites web dits de comparateurs de prix.
La principale plate-forme française de vente de titres de transport longue distance commercialise les offres de Transdev et de la SNCF, sous l’appellation voyages-sncf.com. D'autres sociétés sur le marché français se développent, notamment avec les marques Tictactrip, Trainline, SoBus, KelBillet, Omio, Combigo, Busradar et Comparabus.

### Le poids des trois principaux opérateurs sur le marché

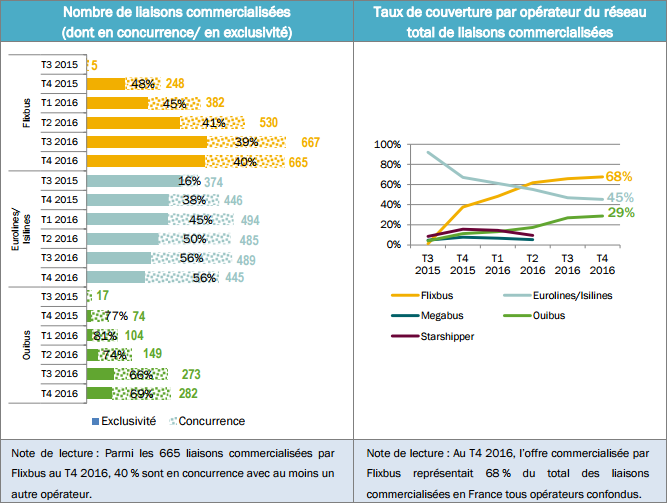
Nombre de lignes par opérateur.

sur les 985 liaisons entre deux villes existantes aujourd’hui[Quand ?], seulement 299 liaisons sont commercialisées par au moins deux opérateurs, ce qui représente 30 %. Cela signifie donc que sur 70 % des lignes, un monopole est exercé, le consommateur n’ayant qu’un opérateur sur la ligne. On constate que Flixbus est l’opérateur qui possède le plus de liaison où il a l’exclusivité avec 60 % des lignes qu’il utilise, soit 399 lignes où Flixbus peut être considéré comme monopoleur., ce qui représente 40 % des lignes en France. Le nombre de lignes où Flixbus se positionne comme monopoleur est bien plus élevé que celui de Ouibus (88 lignes, soit 9 % des lignes en France) et qu'Isilines (196 lignes, soit 20 % des lignes en France). Cela permet à Flixbus d’avoir une offre sur 68 % des lignes commercialisées, tandis qu'Isilines est présent sur 45 % des lignes et que Ouibus est présent sur 29 % des lignes commercialisées en France[source secondaire souhaitée].

## La demande
L'offre de voyages en autocar réglementée à la suite de la loi Macron vise des publics variés, de tous âges, des personnes seules ou en groupe.
Chacun peut suivre des critères de choix variés qui lui sont propres.
La catégorie d'âge la plus consommatrice d'autocar sont la tranche d'âge de 15 à 30 ans qui représente plus d'un tiers des demandeurs (environ 38 % chez Ouibus), et les seniors.
- La population des jeunes identifié par les opérateurs sous l’appellation « voyageurs loisirs » privilège les prix et est moins sensible au temps de parcours. Elle utilise les transports en périodes scolaires.
- D'autres personnes préfèrent les trains "source sûre", ces individus allient le prix avec la qualité.
- Les seniors sont moins regardant sur le temps de trajet et préfèrent la convivialité.

Le besoin de chacun diffère, chacun va préférer les offres correspondant à ces critères de choix. Les critères peuvent notamment concerner le confort, le calme, la rapidité, le partage de charges, ou même la convivialité. Chacun peut en comparant tous différentes offres de transport faire son choix en fonction de ses critères. En général, le revenu, le prix et l'âge ont une influence sur le choix final.

### Comparaison entre autocar et mode alternatif de transport

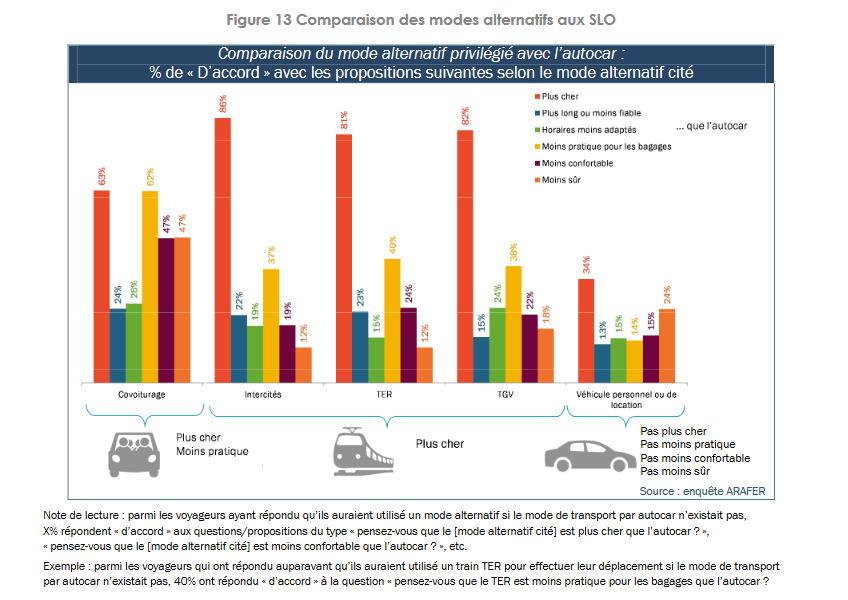
Mode alternatif privilégié

L’autocar est perçu comme moins cher par rapport aux trains et au covoiturage mais pas par rapport à une voiture personnelle ce qui est étonnant puisque les frais engagés en essence et péage sont supérieurs à l’achat d’un billet d’autocar. L’autocar est aussi perçu plus pratique concernant les bagages. Il est perçu plus long que n’importe quel autre mode de transport
Si on[style à revoir] s’intéresse plus à la comparaison autocar/covoiturage (qui est son concurrent direct) on remarque que l’autocar est principalement perçu comme plus long et avec des horaires moins adaptés. Dans l’autre sens il est considéré principalement comme moins cher et plus pratique pour les bagages. Enfin 47 % des voyageurs en covoiturage sont d’accord avec le fait que le covoiturage est moins confortable et moins sûr. Ainsi le prix, le transport des bagages et le confort avec tous les services qu’offrent actuellement les autocars font la force de ce mode de transport par rapport au covoiturage.
On constate[style à revoir] donc que l’avantage numéro un de l’autocar est son prix et on comprend mieux pourquoi[style à revoir] les compagnies d’autocar misent essentiellement leur promotion sur cet aspect. On peut noter aussi[style à revoir] son avantage par rapport au transport de bagages qui le différencie clairement du covoiturage.
D'autres critères peuvent entrer en jeu comme le coût de l'interchangeabilité des billets, ou la disponibilité des tarifs réduits[source secondaire souhaitée].
Sur les aires de repos d'autoroute, certaines sociétés de transport en autocar considèrent que contrairement à une agence de voyages le passager doit être là au moment du départ.

### Les critères de décision des consommateurs

#### Le prix
Les consommateurs se décident à voyager en autocar principalement parce que c’est un moyen de transport économique, avec un billet de voyage souvent moins cher.

#### Le temps de trajet
Le second critère dans la prise de décisions des acheteurs est le temps du transport. Selon le CREDOC, 31 % des Français jugeraient que la rapidité est le critère primordial dans le choix du mode de transport. Ainsi, des personnes choisiraient plus facilement le transport ferroviaire ou aérien au détriment du transport en autocar, quel que soit le prix de ce dernier.

#### Le revenu
Le pouvoir d’achat est déterminant. C’est le revenu qui va influencer le prix que le voyageur sera prêt à payer afin d’effectuer un trajet. Le type d’individu qui voyage en bus est une personne qui a le temps car les trajets sont longs et qui a peu de revenu (étudiants, retraités, chômeurs…).

#### Le confort
Les personnes voyageant en autocar sur de longues distances ont généralement des revenus limités qui les conduit à écarter des choix tels que le train ou l’avion qui sont sensiblement plus couteux. Il ne reste alors que deux modes de transport, l’autocar et le covoiturage.

#### Les goûts
Le goût est un critère subjectif. Il va varier d’un individu à l’autre. Mais les voyageurs cherchent le plus souvent le trajet de bus le plus confortable. Afin d’attirer un maximum de passagers pour augmenter leur profit, les compagnies de bus vont jouer sur les prestations à bord du bus. En effet, les prestations consistent également un critère décisif pour les voyageurs car le trajet en bus est souvent long et inconfortable.

#### Les anticipations
Le facteur d’anticipation est une estimation de variables économiques par un individu sur lesquelles il va fonder ses décisions.

## Desserte régulière

### Distance parcourue
| Pour des raisons techniques, il est temporairement impossible d'afficher le graphique qui aurait dû être présenté ici. Pour des raisons techniques, il est temporairement impossible d'afficher le graphique qui aurait dû être présenté ici. |
| * - Source Arafer, - La réutilisation des chiffres présentés nécessite la mention de la source (ARAFER). |

### Dessertes nationales

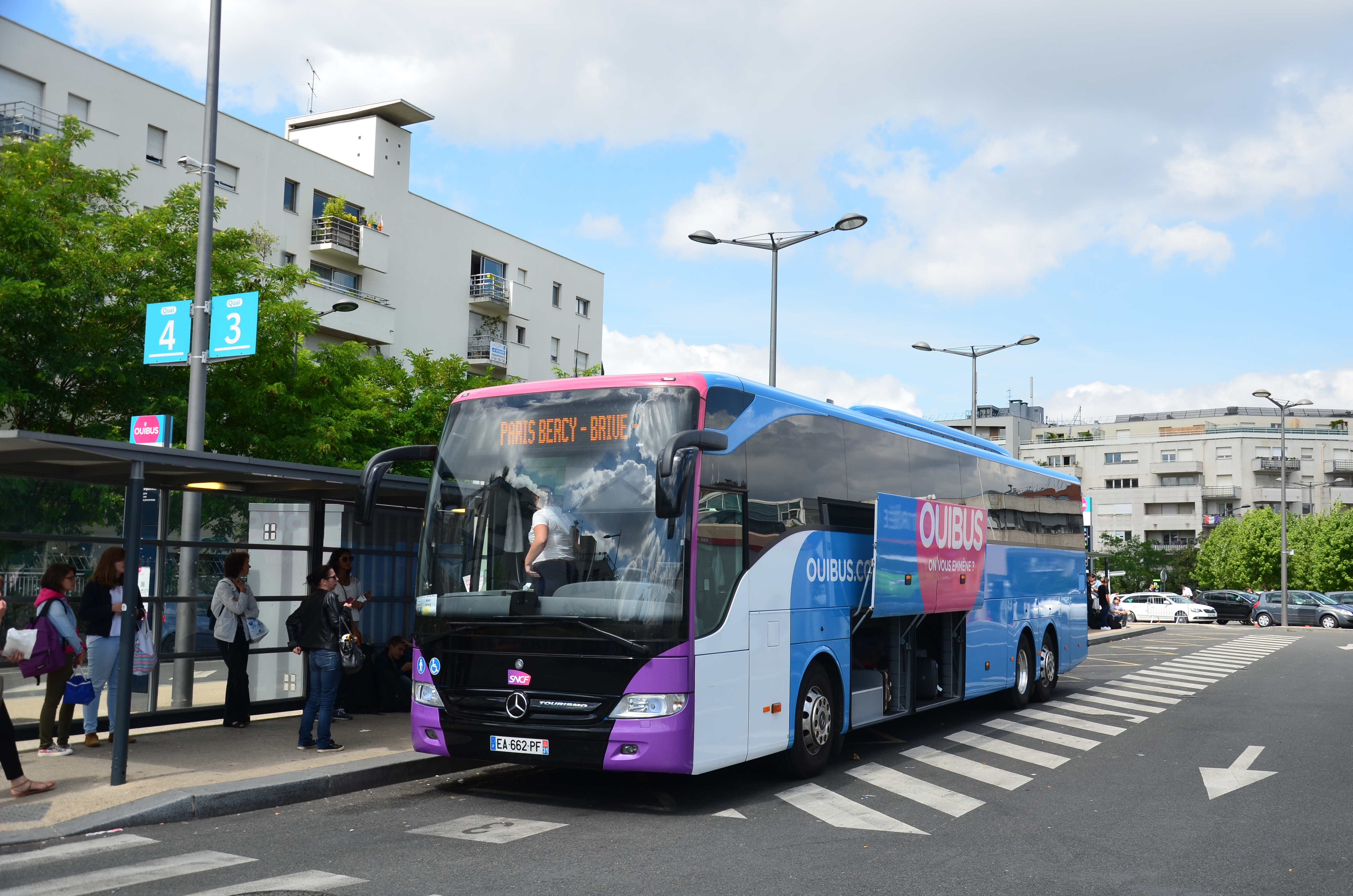
Autocar Ouibus Mercedes Tourismo à la gare routière de Paris-Bercy.

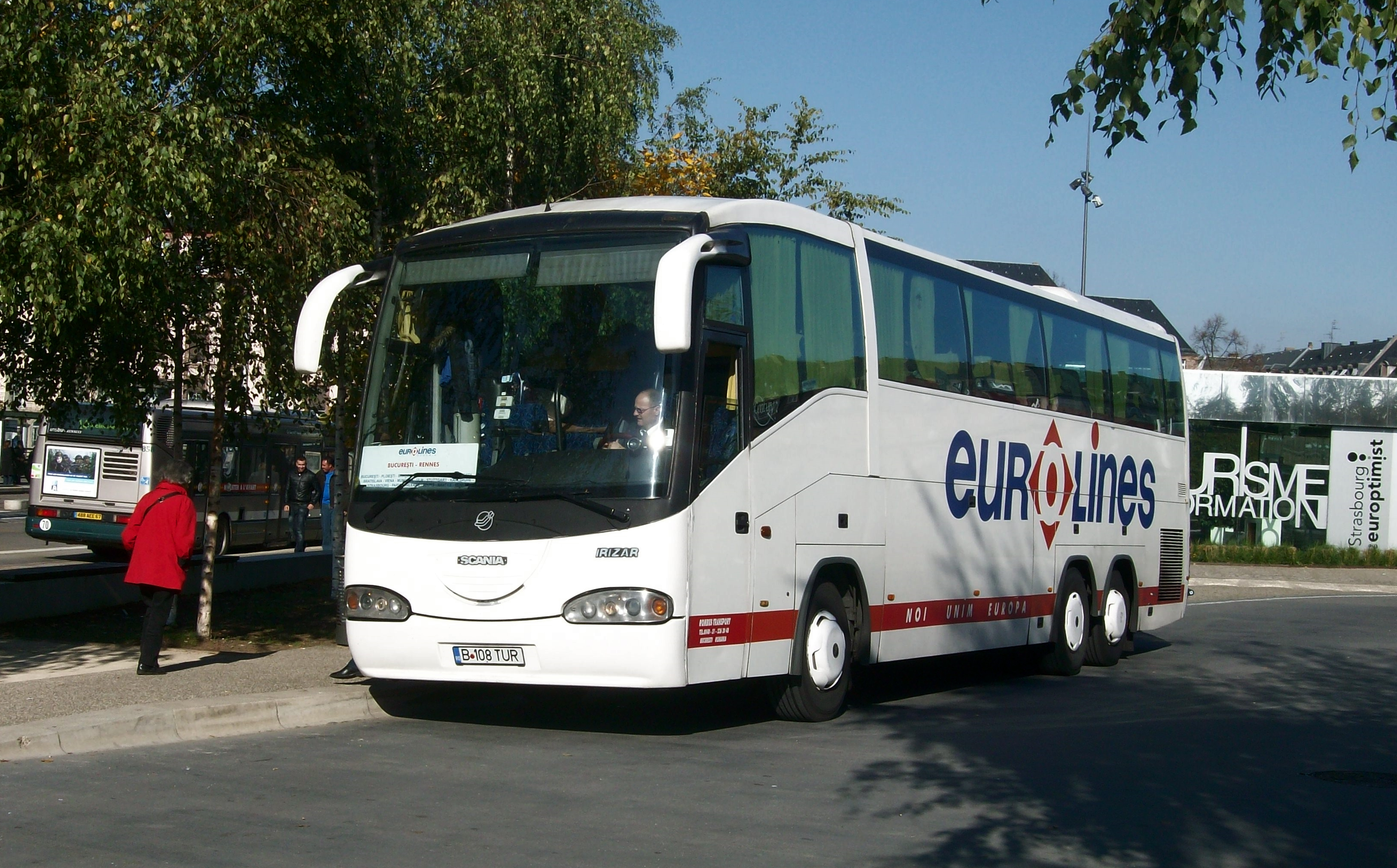
Autocar Eurolines à Strasbourg.

En 2016, au premier trimestre, 150 villes françaises sont desservies par 204  points  d’arrêts, dont 71 gares routières; ces villes sont réparties dans 73 départements.
En 2016, au deuxième trimestre, 193 villes françaises sont desservies par 261  points  d’arrêts ; ces villes sont réparties dans 75 départements.
| Pour des raisons techniques, il est temporairement impossible d'afficher le graphique qui aurait dû être présenté ici. |
| Source Arafer |

#### Villes desservies
La ville qui profite davantage de la desserte est la ville de Paris qui compte 719 000 voyageurs sur 377 mouvements quotidiens au T1 2016.

### Dessertes internationales
Principales dessertes internationales
- Lille - Bruxelles
- Lyon - Lausanne
- Lyon - Turin
- Metz - Cologne
- Metz - Strasbourg - Fribourg - Zurich
- Metz - Francfort
- Montpellier - Narbonne - Perpignan - Barcelone
- Nice - Gênes
- Nice - Genève - Nice
- Paris - Amsterdam
- Paris - Bruxelles
- Paris - Munich
- Reims - Liège
- Toulouse - Barcelone

### Desserte de Paris
Les agences de voyages en autocar desservent notamment Paris par des connexions à d'autres villes, avec différentes gares, et des agences commerciales spécifiques.
Paris est notamment connectée aux villes suivantes :
- Avec les services d'Eurolines/Isilines : Calais, Lille, Valenciennes, Metz, Strasbourg, Chalon-sur-Saône, Chamonix, Lyon, Grenoble, Valence, Avignon, Aix-en-Provence, Marseille, Nîmes, Montpellier, Bayonne, Bordeaux, Saintes, Niort, Poitiers, Nantes, Angers et Rennes.
- Avec les services d'Ouibus : Aix-la-Chapelle, Amiens, Amsterdam, Angers, Anvers, Barcelone, Bordeaux, Brest, Brive-la-Gaillarde, Bruxelles, Clermont-Ferrand, Cologne, Dunkerque, Genève, Grenoble, Le Havre, Le Mans, Lille, Limoges, Londres, Lorient, Lyon, Marseille, Metz, Milan, Nancy, Nantes, Orléans, Poitiers, Quimper, Reims, Rennes, Rotterdam, Rouen, Strasbourg, Toulouse, Tours, Turin.
- Avec Starshipper : Rennes, Laval, Le Mans, Nantes et Angers.
- Avec FlixBus : Angers, Bayonne, Bourges, Clermont-Ferrand, Dijon, Dieppe, Grenoble, Le Mans, Lille, Tourcoing, Lyon, Metz, Rouen, Strasbourg, Le Havre, Bruxelles, Anvers, Liège, Aix-la-Chapelle, Amsterdam, Maastricht, Eindhoven, Sarrebruck, Hambourg, Francfort, Düsseldorf, Cologne, Munich, Berlin[73]

Paris est équipé des gares routières et arrêts suivants :
- Arrêt Eurolines Paris Charenton : avenue de la Porte de Charenton, à proximité du cimetière Valmy, de la station Autolib et de l’arrêt de bus 111
- Arrêt Eurolines Paris Clichy : rue Caulaincourt, à proximité de l'enseigne Castorama de la place de Clichy
- Gare de Paris-Bercy, au 48 bis boulevard de Bercy dans le 12e (Ouibus)
- gare routière de l’aéroport de Roissy CDG (Ouibus)
- gare routière de l’aéroport d’Orly Sud (Ouibus)
- gare routière de La Défense (Ouibus)
- gare routière près de la Porte Maillot au 18 boulevard Pershing dans le 17e (flixbus)
- gare routière en banlieue parisienne à Massy-Palaiseau au 21 avenue Carnot 91300 Massy (flixbus)

Paris est également équipée d'agences commerciales :
- Eurolines
  - Agence Eurolines Paris Place de Clichy : 75 bis boulevard de Clichy
  - Agence Eurolines Paris Sorbonne : 55 rue Saint-Jacques
  - Agence Eurolines Paris Porte de Charenton : 41 boulevard Poniatowski
- Ouibus
  - Gare de Paris-Bercy, au 48 bis boulevard de Bercy dans le 12e (Ouibus)

## Accidents en France
- 1982 : accident de Beaune concernant un autocar scolaire. En France, cet accident conduit à limiter légalement la vitesse par temps de pluie : la vitesse maximale est fixée à 110 km/h sur autoroute et 80 km/h sur route nationale.
- Mai 2003 : Lyon, France, 28 morts sur 74 personnes transportées[74]
- Juillet 2007 : France, 26 morts[74]
- Août 2013 : accident d'un autocar transportant 44 passagers sur l'autoroute A9, dans l'Aude : deux morts et une trentaine de blessés. L'autocar assurant une desserte régulière Marseille - Murcia, pour le compte de la société Eurolines. Les trois conducteurs étaient de nationalité espagnole, française et ukrainienne[75].
- Octobre 2014, sur l'autoroute A64 à hauteur de l'aire de repos de Pic du midi Nord : Un mort et 11 blessés dans un accident impliquant un car[76].
- Juillet 2015, Nord, France, 6 blessés grièvement[77]
- Avril 2016, Montpellier, France, sur l'autoroute A9 à hauteur de la sortie Montpellier-Sud : 11 blessés léger dont 9 soignés sur place impliquant un autocar et un camion[78].

## Normes de sécurité incendie
Chaque année, 1 % des bus ou des autocars brûlent.
En Europe, les normes anti-incendie applicables sont définies par le règlement CEE-ONU no 118 de la Commission économique pour l'Europe des Nations unies.
En Europe, pour les bus et les autocars, les tests relatifs aux incendie sont moindre que les tests relatifs aux trains, aux avions et au bateau.
En particulier, la toxicité des fumées est plus dangereuse que le feu.
Pourtant, les développements récents conduisent à penser que les bus sont utilisés de manière similaire au tramway, et que les autocars parfois à double étage sont utilisés de manière similaire au train.

### Lexique
1. 1 2 3 4 5  Pour l'Arafer, une ligne est « définie par un trajet et une politique d’arrêts. Par exemple, la ligne directe Paris-Nantes est différente d’une ligne Paris-Angers-Nantes »
2. 1 2 3 4 5 6  Pour l'Arafer, une liaison est « une combinaison unique ville de départ-ville d’arrivée (A-B ou B-A) pour un trajet direct. L’adresse des points d’arrêt aux villes de départ et d’arrivée peut différer selon les opérateurs ».